# 忍藩
忍藩（おしはん）は、武蔵国埼玉郡に存在した藩。藩庁は忍城（現在の埼玉県行田市本丸）に置かれた。

## 藩史

### 深溝・東条松平家時代
忍城は代々国人領主の成田氏の居城であった。上杉氏と後北条氏の係争地だったため、重要拠点として整備され、低湿地の沼沢を濠とし、その中に浮かんだ島を曲輪として利用した堅城になった。そして、成田氏は永禄12年（1569年）の越相同盟によって正式に後北条氏に属することになった。天正18年（1590年）の小田原征伐の際には石田三成率いる豊臣軍の攻撃を受けたが、落城することはなかった（小田原落城後に開城）。
後北条氏滅亡後、関東に入った徳川家康は忍城に四男の松平忠吉（東条松平家養子）を10万石で入れた。しかし忠吉は11歳という幼年であったため、松平家忠（深溝松平家）が1万石で入る。家忠は三成の水攻めのために荒廃した忍城と城下町を修築し、代官の伊奈忠次の助けも受けて領内に検地を実施した。文禄元年（1592年）に家忠は下総国上代1万石に移され、忠吉は忍に入ったがまだ若年のため、家老の小笠原吉次が実際の政務を代行した。吉次は兵農分離、家臣団編成、新田開発、利根川の治水工事で手腕を見せた。
慶長5年（1600年）の関ヶ原の戦いで、忠吉は井伊直政と共に島津義弘軍と戦って負傷しながらも武功を挙げたため、尾張国尾張藩52万石に加増移封された。その後しばらく、忍藩は廃されて幕府領となり、代官の忠次や大河内久綱らが治めた。

### 大河内松平家時代
寛永10年（1633年）、「知恵伊豆」と称された松平信綱（久綱の子）が3万石で入る。信綱は老中に昇進して島原の乱鎮圧では総大将として幕府軍を率いて乱を鎮圧し、寛永16年（1639年）にはその武功により武蔵川越藩6万石に加増移封された。

### 阿部家時代
代わって信綱と同じく徳川家光のもとで小姓から老中にまで栄進した阿部忠秋が5万石で入る。信綱・忠秋が相次いで老中に就任した結果、忍藩は「老中の藩」として政治的・軍事的にも幕府の重要拠点と見なされるようになったが、これが逆に藩主家の経費増加にもつながり、次第に忍藩の年貢は重くなっていったと言われている。忠秋は正保4年（1647年）に1万石、寛文3年（1663年）に2万石を加増され、合計8万石を領する大名となった。
その後も阿部家は正能（9万石）、正武（10万石）、正喬というように、歴代藩主が老中に就任している。特に正武は徳川綱吉の厚い信任を得て23年間も老中を務めて8万石から10万石に加増され、忍城の修築や家臣団の規律制定など、藩政の固めに尽力している。正喬ののちは正允、正敏、正識、正由と継がれたが、これらの藩主も老中・京都所司代・大坂城代などの要職を歴任した。
しかし藩政においては、寛保2年（1742年）に領内を襲った大洪水や天明3年（1783年）の浅間山天明噴火と天明の大飢饉、その3年後の大洪水などで大被害に遭う。加えて、歴代藩主が幕府の要職に就いたため出費が重なって、藩財政は大きく逼迫した。このような中で宝暦2年（1752年）と明和元年（1764年）に藩内で一揆が起こるなど、藩政は不安定化の一途をたどった。文政6年（1823年）、正権（正由の子）のとき、阿部家は陸奥国白河藩へ移封となった。

### 奥平松平家時代
代わって伊勢国桑名藩より奥平松平忠堯が10万石で入る（なお、この際に桑名藩領の一部が忍藩領になっており、陣屋（大矢知陣屋）が置かれていた）。奥平松平家は元禄期に起こした騒動で知行を減らされていたにもかかわらず、石高に較べて家臣団が多くいたため、藩財政は早くから逼迫していた。このため、入部した翌年の文政7年（1824年）には藩内に重い御用金を課している。
第3代藩主・忠国は所領10万石のうち5万石を上総・安房に移されたため、異国船の警備を任じられた。1853年（嘉永6年）、ペリー艦隊が来航して幕府に開国要求を迫り、幕府は約8か月の工期で品川砲台（現在のお台場）を完成させると、品川砲台のうち第三台場（現在、台場公園として整備されている）を忍藩に担当させている。これが原因でさらに藩財政は逼迫し、さらに安政2年（1855年）の安政の大地震と安政6年（1859年）の大洪水で領内が大被害を受けて出費が重なり、遂には家臣の俸禄を6分も減らさざるを得なくなった。この頃の奧平松平家の借金は、76万両という途方もないものであった。
慶応3年（1867年）の大政奉還後、第4代藩主・忠誠は幕府と新政府のどちらに与するかを迷い、藩論もそれによって分裂する。翌年、戊辰戦争が起こると前藩主・忠国や家老の鳥居強右衛門商次らの意見もあり藩論は新政府側に与することで決し、忍藩は東北に出陣した。第5代藩主・忠敬は明治2年（1869年）の版籍奉還で知藩事となり、明治4年（1871年）7月の廃藩置県で忍藩は廃藩、代わって忍県が設置された。忍県設置3か月後の明治4年（1871年）11月14日の第1次府県統合により、埼玉県に統合された。

## 歴代藩主

### 松平（深溝）家
1万石、譜代
1. 松平家忠（いえただ）〔不詳〕

### 松平（東条）家
10万石、親藩
1. 松平忠吉（ただよし）〔従三位、左近衛権中将、侍従〕

### 松平（大河内）家
3万石、譜代
1. 松平信綱（のぶつな）〔従四位下、伊豆守〕

### 阿部家
5万石→6万石→8万石→9万石→8万石→10万石、譜代
1. 阿部忠秋（ただあき）〔従四位下、豊後守、侍従〕
2. 阿部正能（まさよし）〔従四位下、播磨守〕
3. 阿部正武（まさたけ）〔従四位下、豊後守、侍従〕
4. 阿部正喬（まさたか）〔従四位下、豊後守、侍従〕
5. 阿部正允（まさちか）〔従四位下、豊後守、侍従〕
6. 阿部正敏（まさとし）〔従四位下、能登守〕
7. 阿部正識（まさつね）〔従五位下、豊後守〕
8. 阿部正由（まさよし）〔従四位下、豊後守、侍従〕
9. 阿部正権（まさのり）〔不詳〕

### 松平（奥平）家
10万石、譜代
1. 松平忠堯（ただたか）〔従四位下、民部大輔〕
2. 松平忠彦（たださと）〔従四位下、式部大輔、侍従〕
3. 松平忠国（ただくに）〔従四位下、下総守、侍従、少将〕
4. 松平忠誠（ただざね）〔従四位下、下総守、侍従、少将〕
5. 松平忠敬（ただのり）〔従三位〕

## 幕末の領地
- 武蔵国
  - 埼玉郡のうち - 78村（うち1村を浦和県に編入）
  - 足立郡のうち - 6村
  - 男衾郡のうち - 1村
  - 榛沢郡のうち - 8村（岩鼻県に編入）
  - 秩父郡のうち - 22村
  - 大里郡のうち - 6村
  - 幡羅郡のうち - 9村
- 伊勢国
  - 員弁郡のうち - 20村
  - 朝明郡のうち - 35村
  - 三重郡のうち - 17村
- 播磨国
  - 加古郡のうち - 4村
  - 多可郡のうち - 7村
  - 加西郡のうち - 4村

明治維新後に埼玉郡6村（旧幕府領1村、旗本領5村）が加わった。